# Brunkul
|  | For filmen med dette navn, se Brunkul (film) |
Brunkul, også kendt som lignit, er en sedimentær bjergart bestående af kul, brint, ilt og kvælstof, og opstår gennem fossilisering af organisk materiale, primært plantedele.
En del af den brunkul, der findes i dag, dannedes under neogen. Udvindingen af brunkul sker bl.a. fra tidligere indsøer. Vandindholdet i brunkul er op til 50%. Brunkul anvendes hovedsageligt som brændsel til produktion af elektricitet og fremstilling af paraffin. Set fra et miljømæssigt synspunkt er brunkul den mest problematiske kultype, idet den udleder et højt niveau af kuldioxid pr energienhed ved forbrænding, ligesom der frigives svovldioxid og nitrogenoxider og tungmetaller som kviksølv og cadmium.
En stor del af verdens brunkulproduktion sker i Tyskland, men også USA, Rusland og Australien har store forekomster af det.

## Brunkul i Danmark
I Danmark forekommer brunkul flere steder i Midt- og Vestjylland, især omkring Silkeborg og i områder syd for Herning samt mellem Herning og Ringkøbing. De tilhører alle miocænetagen. Ved Hasle på Bornholm blev fra 1843 udvundet brunkul til at forsyne Hasle Klinker- og Chamottestensfabrik. De opgravede brunkul stammer næsten udelukkende fra brunkulstrekanten Videbæk-Herning-Brande.
Indtil 1. verdenskrig havde de danske brunkul ikke nogen økonomisk betydning, fordi deres beskaffenhed syntes mindre god, samtidig fordi de gennemgående findes under besværlige forhold, under mægtige grus- og sandlag, og derfor er vanskelig tilgængelige.
Under 2. verdenskrig blev brunkul betragtet som en vigtig dansk brændselsressource i en situation med forsyningsvanskeligheder, især om vinteren, hvor man ikke kunne grave tørv.
På Bornholm gravedes 38.000 tons i årene 1942-1948. Efter Danmark igen fik adgang til importeret kul, blev der ikke længere udvundet brunkul i Danmark.

## Produktionstal

### Verden
| Rank | Land       | Produktion (i tusinde tons) | Rank | Land                   | Produktion (i tusinde ton) |
| ---- | ---------- | --------------------------- | ---- | ---------------------- | -------------------------- |
| 1    | Tyskland   | 181.926                     | 11   | Indien                 | 30.341                     |
| 2    | USA        | 75.750                      | 12   | Rumænien               | 28.648                     |
| 3    | Grækenland | 71.237                      | 13   | Bulgarien              | 26.455                     |
| 4    | Rusland    | 70.300                      | 14   | Thailand               | 20.060                     |
| 5    | Australien | 66.343                      | 15   | Ungarn                 | 12.730                     |
| 6    | Polen      | 61.198                      | 16   | Canada                 | 11.600                     |
| 7    | Kina       | 50.000                      | 17   | Bosnien og Hercegovina | 9.000                      |
| 8    | Tjekkiet   | 48.290                      | 18   | Makedonien             | 8.500                      |
| 9    | Tyrkiet    | 43.754                      | 19   | Spanien                | 8.147                      |
| 10   | Serbien    | 35.620                      | 20   | Nordkorea              | 6.500                      |

### Danmark
Produktion af brunkul i Danmark målt i 1000 tons:
| 1917: …….80  | 1941: ..1.002 | 1950: …..770  | 1959: ..3.500 |
| 1918: …..120 | 1942: ..1.775 | 1951: ..1.582 | 1960: ..3.000 |
| 1919: …..100 | 1943: ..2.616 | 1952: ..1.601 | 1964: ..2.341 |
| 1934: ………7   | 1944: ..1.199 | 1953: …..798  | 1966: ..2.100 |
| 1935: ……...7 | 1945: ..2.264 | 1954: …..679  | 1967: ..1.400 |
| 1936: ….…15  | 1946: ..2.312 | 1955: …..801  | 1968: …..900  |
| 1937: …….35  | 1947: ..2.800 | 1956: ..1.650 | 1969: …..500  |
| 1939: …….35  | 1948: ..2.400 | 1957: ..2.750 | 1970: …..200  |
| 1940: …..226 | 1949: ..1.600 | 1958: ..3.500 | 1971: … …..0  |